# Granby (Connecticut)
Granby è un comune di 11.088 abitanti degli Stati Uniti d'America, situato nella Contea di Hartford nello Stato del Connecticut.